# Indravarman III
Indravarman III fue uno de los reyes angorianos del Imperio jemer y uno de los menos históricamente documentados, por lo que se discute el tiempo de su gobierno, limitando algunas fuentes su reinado hasta el 1307. En ocasiones este rey es nombrado como Srindavarman.
| Predecesor: Jayavarman VIII 1243-1295 | Indravarman III Rey Jemer 1295 - 1308 | Sucesor: Indrajayavarman 1308 - 1327 |